# Сен-Луизьен
«Сен-Луизьен» (фр. Saint-Louisienne) — реюньонский футбольный клуб из Сен-Луи. Выступает в чемпионате Реюньона. Домашней ареной клуба является стадион Теофиля Оаро, вместимостью 2500 зрителей. Клубный цвет — зелёный.

## История
Футбольный клуб «Сен-Луизьен» основан в 1936 году.
Впервые успеха в чемпионате Реюньона команда добилась в 1958 году. С тех пор «Сен-Луизьен» завоевал в общей сложности 16 титулов, последний из которых относится к 2012 году. В Кубке Реюньона команда побеждала 13 раз и 6 раз играла в финале. Также «Сен-Луизьен» 5 раз выигрывал местный розыгрыш, позволяющий выступить команде в Кубке Франции. В Кубке Франции команда играла 5 раз, дебютировав в 1994 году. С тех пор в турнире команда выходила на поле против таких коллективов как «Нанси», «Ньор» и «Канн».
В своём активе «Сен-Луизьен» также имеет четыре победы в Кубке заморского департамента Франции и две на Кубке чемпионов Аутремера.
Неоднократно «Сен-Луизьен» представлял Реюньон на всеафриканском уровне. Впервые команда выступила в Кубке обладателей кубков КАФ 1996 года, сумев обыграть сейшельский «Ред Стар», но затем уступив южноафриканскому «Суперспорт Юнайтед». Следующий сезон прошёл более удачно для «Сен-Луизьена», который сумел выйти в полуфинал, где уступил марокканскому ФАР по сумме двух матчей со счётом 2:5. В Лиге чемпионов КАФ 1999 года команда сумела выступить в групповом раунде, но заняла там в итоге последнее четвёртое место. Во второй раз в полуфинал Кубка обладателей кубков КАФ «Сен-Луизьен» сумел выйти в сезоне 2000 года. По итогам двухматчевого противостояния с «Замалеком» из Египта, который в итоге стал победителем турнира, реюньонцы уступили со счётом 0:2. В последний раз команда принимала участие во всеафриканских турнирах в 2017 году.
В составе команды выступали игроки, имеющие опыт выступления за различные национальные сборные, такие как Жан-Жак Этаме (Камерун), Эдмонд Ибайи (Республика Конго), Фабрис Моза (Мадагаскар), Дидье Пасс (Того) и Жорж Ба (Кот-д’Ивуар).

## Достижения
- Чемпион Реюньона (16): 1958, 1963, 1964, 1965, 1966, 1967, 1968, 1969, 1970, 1982, 1988, 1997, 1998, 2001, 2002, 2012
- Победитель Кубка Реюньона (13): 1964, 1968, 1969, 1970, 1981, 1987, 1995, 1996, 1998, 1999, 2002, 2013, 2021
- Победитель Кубка заморского департамента Франции (4): 1989, 1998, 1999, 2002
- Победитель Кубка чемпионов Аутремера (2): 2000, 2003

## Последние результаты
| Сезон   | Див. | Место | Кубок Реюньона | Кубок Франции |      | Сезон | Див. | Место      | Кубок Реюньона | Кубок Франции |
| ------- | ---- | ----- | -------------- | ------------- | ---- | ----- | ---- | ---------- | -------------- | ------------- |
| 2010    | I    | 8     | 1/8 финала     | 1/8 финала    | 2018 | I     | 7    |            |                |               |
| 2011    | I    | 6     | Финалист       | 1/64 финала   | 2019 | I     | 13   | 1/8 финала | 1/4 финала     |               |
| 2012    | I    | 1     | 1/4 финала     | 1/4 финала    | 2020 | II    |      |            | 1/4 финала     |               |
| 2013    | I    | 5     | Победитель     | 1/4 финала    | 2021 | II    |      | Победитель |                |               |
| 2014    | I    | 9     | 1/4 финала     | 1/2 финала    | 2022 | II    |      |            |                |               |
| 2015    | I    | 2     | 1/2 финала     | 1/4 финала    | 2023 | II    |      | 1/8 финала | 1/4 финала     |               |
| 2016/17 | I    | 4     | 1/8 финала     |               | 2024 | I     |      |            |                |               |
| 2017    | I    | 8     |                |               | 2025 |       |      |            |                |               |

## Континентальный турнир
| Сезон | Турнир                       | Этап       | Соперник             | Дома | Гости | Общий        |
| ----- | ---------------------------- | ---------- | -------------------- | ---- | ----- | ------------ |
| 1996  | Кубок обладателей кубков КАФ | предв.     | Ред Стар             | 2-1  | 0-0   | 2-1          |
| 1996  | Кубок обладателей кубков КАФ | первый     | Суперспорт Юнайтед   | 1-3  | 0-5   | 1-8          |
| 1997  | Кубок обладателей кубков КАФ | первый     | Скаутс Клаб          | 3-1  | 1-2   | 4-3          |
| 1997  | Кубок обладателей кубков КАФ | второй     | Ред Стар             | 3-0  | 2-0   | 5-0          |
| 1997  | Кубок обладателей кубков КАФ | 1/4 финала | СОА                  | 2-0  | 1-3   | 3-3 (в/г)    |
| 1997  | Кубок обладателей кубков КАФ | 1/2 финала | ФАР                  | 2-2  | 0-3   | 2-5          |
| 1998  | Лига чемпионов КАФ           | предв.     | Санрайз Флак Юнайтед | 1-2  | 0-1   | 1-3          |
| 1999  | Лига чемпионов КАФ           | предв.     | Ред Стар             | 2-0  | 4-0   | 6-0          |
| 1999  | Лига чемпионов КАФ           | первый     | Антананариву         | 1-0  | 1-1   | 2-1          |
| 1999  | Лига чемпионов КАФ           | второй     | Мамелоди Сандаунз    | 4-2  | 1-1   | 5-3          |
| 1999  | Лига чемпионов КАФ           | группа     | Дайнамоз             | 1-0  | 2-7   | 4-е место    |
| 1999  | Лига чемпионов КАФ           | группа     | АСЕК Мимозас         | 0-0  | 1-3   | 4-е место    |
| 1999  | Лига чемпионов КАФ           | группа     | Эсперанс             | 0-2  | 0-5   | 4-е место    |
| 2000  | Кубок обладателей кубков КАФ | первый     | Дживан               | 4-2  | 1-1   | 5-3          |
| 2000  | Кубок обладателей кубков КАФ | второй     | Аль-Меррейх          | 2-1  | 2-0   | 4-1          |
| 2000  | Кубок обладателей кубков КАФ | 1/4 финала | ФАР                  | 1-1  | 1-1   | 2-2; 5-4 пен |
| 2000  | Кубок обладателей кубков КАФ | 1/2 финала | Замалек              | 0-0  | 0-2   | 0-2          |
| 2002  | Лига чемпионов КАФ           | первый     | Орландо Пайретс      | 0-2  | 1-2   | 1-4          |
| 2003  | Лига чемпионов КАФ           | предв.     | Адема                | 3-0  | 0-1   | 3-1          |
| 2003  | Лига чемпионов КАФ           | первый     | Хайлендерс           | 1-1  | 1-3   | 2-4          |
| 2017  | Лига чемпионов КАФ           | предв.     | Бидвест Витс         | 2-1  | 1-3   | 3-4          |